# Thaumastogarypus mancus
Espèce
Thaumastogarypus mancus est une espèce de pseudoscorpions de la famille des Garypidae.

## Distribution
Cette espèce est endémique du Kenya. Elle se rencontre dans le parc national de Tsavo East.

## Publication originale
- Mahnert, 1982 : Die Pseudoskorpione (Arachnida) Kenyas, 4. Garypidae. Annales Historico-Naturales Musei Nationalis Hungarici, vol. 74, p. 307-329.